# 8159 Fukuoka
8159 Fukuoka è un asteroide della fascia principale. Scoperto nel 1990, presenta un'orbita caratterizzata da un semiasse maggiore pari a 2,6253561 UA e da un'eccentricità di 0,2926438, inclinata di 12,41808° rispetto all'eclittica.